# Exorista grisella
Exorista grisella là một loài ruồi trong họ Tachinidae.